# The Heights – Rockin’ Friends
The Heights – Rockin’ Friends war eine US-amerikanische Fernsehserie. Sie lässt sich den Bereichen Musical und Seifenoper zuordnen.

## Handlung
Im Mittelpunkt steht eine Gruppe junger Leute, die zusammen Musik machen und eine Band aufrichten wollen. Ihr Name The Heights leitet sich von ihrem Stadtviertel ab. Die Handlung jeder Episode wurde am Ende in einem Lied zusammengefasst.

## Ausstrahlung
In den USA feierte die Serie ihre Premiere am 27. August 1992 auf FOX. Da die Zuschauerzahlen aber hinter den Erwartungen lagen, wurde die Serie noch vor Ausstrahlung der finalen Episode abgesetzt. Somit wurden nur zwölf von dreizehn Folgen gesendet. Einziger Achtungserfolg in der Heimat war das von Jamie Walters vorgetragene Titellied How Do You Talk to an Angel, welches in den Billboard Hot 100 für zwei Wochen auf Platz 1 stand. Die Absetzung erfolgte nur wenige Tage nach Verlust der Spitzenposition.
In Deutschland wurde die Serie am 2. Oktober 1993 auf RTL erstausgestrahlt, im Gegensatz zu den USA war dort auch das Serienfinale zu sehen. Später wurde die gesamte Serie im Pay-TV wiederholt, zuletzt im Frühjahr 2013 auf Passion.

## Diskografie

### Studioalben
| Jahr | Titel                          | Höchstplatzierung, Gesamtwochen, AuszeichnungChartplatzierungen (Jahr, Titel, Platzierungen, Wochen, Auszeichnungen, Anmerkungen) | Höchstplatzierung, Gesamtwochen, AuszeichnungChartplatzierungen (Jahr, Titel, Platzierungen, Wochen, Auszeichnungen, Anmerkungen) | Höchstplatzierung, Gesamtwochen, AuszeichnungChartplatzierungen (Jahr, Titel, Platzierungen, Wochen, Auszeichnungen, Anmerkungen) | Höchstplatzierung, Gesamtwochen, AuszeichnungChartplatzierungen (Jahr, Titel, Platzierungen, Wochen, Auszeichnungen, Anmerkungen) | Höchstplatzierung, Gesamtwochen, AuszeichnungChartplatzierungen (Jahr, Titel, Platzierungen, Wochen, Auszeichnungen, Anmerkungen) | Anmerkungen                            |
| Jahr | Titel                          | DE | AT | CH | UK | US | Anmerkungen                            |
| ---- | ------------------------------ | --- | --- | --- | --- | --- | -------------------------------------- |
| 1992 | Music from the Television Show | DE28 (12 Wo.)DE | AT35 (2 Wo.)AT | CH9 (12 Wo.)CH | — | US40 Gold · (15 Wo.)US | Erstveröffentlichung: 2. November 1992 |

### Singles
| Jahr | Titel Album                                                | Höchstplatzierung, Gesamtwochen, AuszeichnungChartplatzierungen (Jahr, Titel, Album, Platzierungen, Wochen, Auszeichnungen, Anmerkungen) | Höchstplatzierung, Gesamtwochen, AuszeichnungChartplatzierungen (Jahr, Titel, Album, Platzierungen, Wochen, Auszeichnungen, Anmerkungen) | Höchstplatzierung, Gesamtwochen, AuszeichnungChartplatzierungen (Jahr, Titel, Album, Platzierungen, Wochen, Auszeichnungen, Anmerkungen) | Höchstplatzierung, Gesamtwochen, AuszeichnungChartplatzierungen (Jahr, Titel, Album, Platzierungen, Wochen, Auszeichnungen, Anmerkungen) | Höchstplatzierung, Gesamtwochen, AuszeichnungChartplatzierungen (Jahr, Titel, Album, Platzierungen, Wochen, Auszeichnungen, Anmerkungen) | Anmerkungen                                                        |
| Jahr | Titel Album                                                | DE | AT | CH | UK | US | Anmerkungen                                                        |
| ---- | ---------------------------------------------------------- | --- | --- | --- | --- | --- | ------------------------------------------------------------------ |
| 1992 | How Do You Talk to an Angel Music from the Television Show | DE47 (21 Wo.)DE | — | — | — | US1 Gold · (20 Wo.)US | Erstveröffentlichung: 5. September 1992 Gesungen von Jamie Walters |